# Vide (Seia)
Vide is een plaats (freguesia) in de Portugese gemeente Seia en telt 843 inwoners (2001).